# زادي سميث
زادي سميث (بالإنجليزية: Zadie Smith)‏  (ولدت في 25 أكتوبر 1975) روائية إنجليزية، وكاتبة، وكاتبة قصة قصيرة.
أصبحت سميث زميلا في الجمعية الملكية للأدب من عام 2002 إلى عام 2016، كانت قد نشرت خمس روايات، وكلها قد تلقت الثناء النقدي. في عام 2003، أدرجت زادي سميث على قائمة جرانتا لأفضل 20 كاتباً شاباً، وأدرجت أيضا في قائمة عام 2013. وانضمت إلى جامعة نيويورك لبرنامج الكتابة الإبداعية التي عملت فيه أستاذا في 1 سبتمبر 2010 . 

## الجوائز
وقد فازت زادي سميث بجائزة بجائزة أورانج للأدب الروائي عام 2006، وجائزة الكتاب Anisfield-وولف في عام 2006. أدرجت روايتها أسنان بيضاء في مجلة التيم البريطانية ضمن قائمة أفضل 100 رواية باللغة الانجليزية 1923-2005.
فازت بجائزة الصانداي تايمز للتميز الأدبي عن مجمل أعمالها الأدبية عام 2023.

## أعمالها المترجمة للعربية
| الإصدار     | المترجم     | التاريخ | مصدر   |
| ----------- | ----------- | ------- | ------ |
| عن الجمال   | مفرح كريم   | 2008    |        |
| سوينغ تايم  | أماني لازار | 2020    | [ 17 ] |
| أسنان بيضاء | أسامة إسبر  | 2020    | [ 18 ] |

## روابط خارجية
- زادي سميث على موقع IMDb (الإنجليزية)
- زادي سميث على موقع الموسوعة البريطانية (الإنجليزية)
- زادي سميث على موقع مونزينجر (الألمانية)
- زادي سميث على موقع إن إن دي بي (الإنجليزية)
- زادي سميث على موقع قاعدة بيانات الفيلم (الإنجليزية)